# Kniha písaře Jana
Kniha písaře Jana (známá též jako kniha šéfů neboli Schöffenbuch) je latinsky psaná právní kniha z poloviny 14. století od neznámého autora, označujícího se pouze jako „dominus Johannes notarius civitatis“. Zachycuje praxi brněnského městského soudu a obsahuje proto soupis městského práva, ovlivněného především právem římským.
Tyto vlivy se projevily jak v úpravě vedení soudního procesu, např. příslušným soudem je soud žalovaného, je nutno slyšet obě strany sporu, za důkaz slouží zejména svědecká výpověď a vůbec se nepřipouštějí důkazy iracionální (tzv. ordály), tak i v úpravě důležitých smluvních typů, zejména smlouvy kupní, ale i nájemní, o úschově nebo o výpůjčce.
Jako právní příručka se stala velmi oblíbenou, rozepsána byla do téměř třiceti rukopisů, ve druhé polovině 14. století byla zpracována do stručného a široce použitelného výtahu Manipulus vel directorium juris civilis a roku 1446 ji přepsal a o prvky práva svého města obohatil jihlavský městský písař.